# 木村謙二
木村 謙二（きむら けんじ、1912年7月5日 - 没年不明）は、日本の心理学者・教育者。稚内北星学園、北星学園女子短期大学の学長を務めた。専門は特殊児童心理学で、日本における障害児教育の先駆者の一人。

## 経歴
北海道夕張市出身。1935年、北海道札幌師範学校を卒業して深川尋常高等小学校の教員となる。しかしキリスト教徒のため天皇礼拝を拒んだ事などが原因で1937年に辞職し、同年に上京して東京市内の尋常小学校の代用教員などを務めながら1943年に法政大学法文学部を卒業した。
法政大学商業学校教員などを経て、1951年に北海道大学教育学部の助教授となる。1954年からは、北星学園が開設した一年制の幼児教育専修学校で教育心理学の講義を担当している。1962年に北海道教育大学札幌分校の教育学部教授となり、附属小学校・中学校の校長も務めた。
北星学園大学学長の勧めや関係者の招請を受け、1973年3月1日に北星学園女子短期大学の学長に就任した。当時、母体の北星学園は多額の負債を抱えており、事務機構の改革などに着手している。1984年には稚内市による大学誘致を受けて稚内北星学園短期大学設立準備委員会の準備室長に就く。1985年に北星学園女子短大の学長を退任した後、文部省との交渉を経て1987年に稚内北星学園短大が開学するとその学長に就任した。当初は大幅な定員割れなどに直面したものの、四年制大学への移行の礎を築いて1999年に退職している。

## 著書
- ディットマン著：奥田三郎と共訳『ちえ遅れの子の家庭教育』日本文化科学社、1964年